# Canton de Gap-Nord-Ouest
Le canton de Gap-Nord-Ouest est une ancienne division administrative française située dans le département des Hautes-Alpes et la région Provence-Alpes-Côte d'Azur.

## Histoire
Ancien canton de Gap (1833 à 1973) : voir canton de Gap-Sud-Ouest.

## Représentation
Canton créé en 1982
| Période | Période | Identité      | Étiquette   | Qualité                                 |
| ------- | ------- | ------------- | ----------- | --------------------------------------- |
| 1982    | 1988    | Mario Fabbian | RPR         | Architecte, adjoint au maire de Gap     |
| 1988    | 1994    | Yves Marcel   | UDF         | Charcutier à Gap                        |
| 1994    | 2015    | Guy Blanc     | PS puis DVG | Chirurgien, conseiller municipal de Gap |

## Composition
Le canton de Gap-Nord-Ouest se composait d’une fraction de la commune de Gap. Il comptait 3 824 habitants (population municipale) au 1er janvier 2012.
| Nom             | Code Insee | Intercommunalité       | Population (dernière pop. légale)              |
| --------------- | ---------- | ---------------------- | ---------------------------------------------- |
| Gap (chef-lieu) | 05061      | CA Gap-Tallard-Durance | Fraction : 3 824(2012) Commune : 40 225 (2014) |

## Démographie
| 1982 | 1990  | 1999  | 2006  | 2011  | 2012  |
| ---- | ----- | ----- | ----- | ----- | ----- |
| -    | 3 425 | 3 508 | 3 340 | 3 876 | 3 824 |